# Enicospilus inghami
Enicospilus inghami là một loài tò vò trong họ Ichneumonidae.